# Решат Рамадані
Решат Рамадані (мак. Решат Рамадани; нар. 30 червня 2003, Тетово) — північномакедонський футболіст, опорний півзахисник українського клубу «Динамо» (Київ) та молодіжної збірної Північної Македонії.

## Клубна кар'єра
Вихованець «Шкендії». Дебютував за першу команду 19 вересня 2021 року у грі чемпіонату проти «Скоп'є» (2:0), вийшовши на заміну на 88 хвилині замість Бруно Діти. 15 травня 2022 року забив перший гол за клуб у матчі чемпіонату проти «Струги» (1:1) на 90+5 хвилині, врятувавши команду від поразки. Всього у дебютному сезоні зіграв у 7 іграх і забив 1 гол. Наступного сезону став основним гравцем рідної команди і у першій половині сезону зробив 1 асист у 21 матчі за «Шкендію» у всіх турнірах, у тому числі зігравши 5 матчів у кваліфікації Ліги конференцій.
На початку 2023 року у контрольному матчі проти київського «Динамо» (0:1) вийшов в основі і сподобався головному тренеру киян Мірчі Луческу, а також динамівцям гравця рекомендував колишній гравець «Динамо» Горан Попов. В результаті 1 березня 2023 року Решат підписав довгостроковий контракт з «Динамо» (Київ).
З 2023 на правах оренди перейшов до «Шкендії».

## Кар'єра у збірній
Виступав за юнацькі збірні Північної Македонії до 19 та 20 років. 2022 року, у 19-ти річному віці, почав залучатися до ігор за молодіжну збірну.